# Trumset

Ett standardtrumset. 1=Ride-cymbal, 2=Golvpuka, 3=Hängpukor, 4=Bastrumma, 5=Virveltrumma, 6=Hi-hat

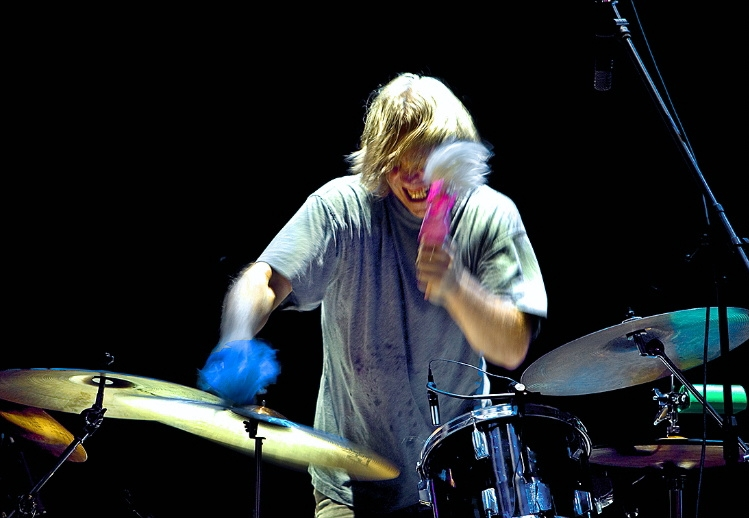
Trummisen Dave Kerman spelar trummor med Barbiedockor

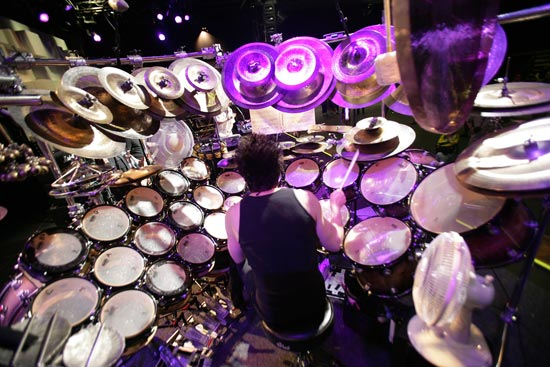
Ett stort trumset, här i den uppsättning som trumslagaren Terry Bozzio använder, i folkmun kallat "SS Bozzio" på grund av dess storlek.

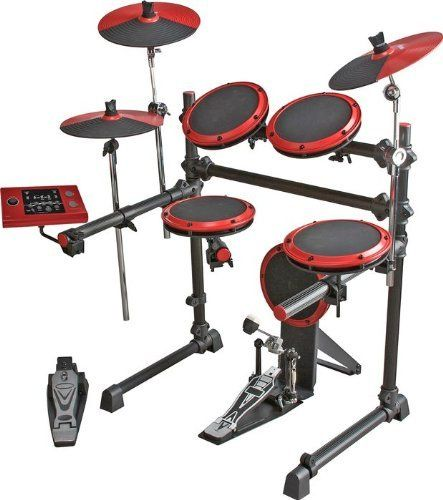
Ett elektroniskt trumset. Lägg märke till kontroll- och ljudmodulen som är monterad till vänster på ramverket.

Ett trumset (eller batteri) är en uppsättning olika slagverksinstrument (främst trummor, pukor och cymbaler) som spelas på med trumstockar (trumpinnar), vispar eller klubbor. Vissa av dessa, vanligtvis hi-hat och bastrumma men ibland även andra delar, spelas med pedaler samtidigt som andra, vanligen virveltrumma och pukor, spelas med händerna.

## Utseende
Trumsetet på andra bilden är ett "standardtrumset" och innehåller (som även kan vara spegelvänt för vänsterhänta):
- En bastrumma spelas med högerfotens pedal.
- En golvpuka och två hängpukor (se puka).
- En virveltrumma.
- En hi-hat kontrolleras med vänsterfoten.
- En cymbal, i det här fallet en ridecymbal.

## Användning och historik

### Tidig utveckling
År 1865 öppnades den första större Vaudeville-teatern efter europeisk förebild på Manhattan. I kapellet fanns ofta tre slagverkare: en på puka, en på virveltrumma och en på cymbaler. Av ekonomiska och rumsliga skäl lät man snart en person spela två instrument, så kallad double drumming. Även marschmusik med olika slaginstrument var populärt efter amerikanska inbördeskriget. Enkla trumpedaler användes redan på 1890-talet och år 1909 började bröderna William F. and Theobald Ludwig i Chicago serieproducera en modern pedal. År 1918 visar Ludwigs katalog ett trumset med virveltrumma, bastrumma och två cymbaler.

### Senare
Det är numera också vanligt att trumsetet innehåller ett antal andra cymbaler, till exempel crashcymbaler, splashcymbaler och chinacymbaler som hänger på stativ. Hängpukorna är på den tidigare nämnda bilden fastsatta på bastrumman, men kan också sitta på till exempel cymbalstativen. Ofta sitter den som spelar på en anpassad trumpall för att kunna använda fötterna på rätt sätt.
Från och med slutet på 1970-talet har det dykt upp elektroniska trumset, ofta inom elektronisk musik men även i andra genrer. Elektroniska trumset har nu också utvecklats till den punkt att de används flititgt av mindre pop-, cover- och dansband. De har den uppenbara fördelen att de inte låter något i sig själva, vilket gör ljudnivån på framför allt scenen avsevärt lägre och hälsosammare för musikerna, men i vissa fall blir det även enklare att få till ett mer kontrollerat ljud i behaglig ljudvolym för publiken, särskilt i mindre lokaler.
I motsats till 70-talets elektroniska trummor, eller synttrummor, så gör de moderna anspråk på att kunna låta och fungera som akustiska, och kanske ersätta dessa. I vissa fall fungerar det redan, i vissa fall inte.
Det finns också trumset med två (eller flera) bastrummor. Trumslagaren kan också använda en dubbelpedal på en bastrumma.
I viss samtida musik, främst metal-music av olika slag (heavy metal, porn grind, death metal, thrash metal) används dubbla bastrummor mycket ofta. Dubbelpedal kallas det när trummisen bara har en bastrumma, men en pedalkonstruktion med en pedal för varje fot så att trummisen kan spela på som om den hade två.
Det analoga trumsetet är ett av de instrument som, åtminstone i den moderna populärmusiken, numera oftast ersätts med syntar. Förr skedde detta med hjälp av trumsyntar (trummaskin), men nuförtiden är det vanligast att trumljudet genereras i en vanlig dator. Vid livespelningar är dock akustiska trummor, och kombinationer med förinspelade trummor, fortfarande mycket vanligt även i modern popmusik. Musiken blir då levande på ett annat sätt då trummisen kan leverera variation, "sväng" och musikalitet "i nuet" som ett förinspelat trumspår helt saknar, dessutom är trumsetet och trummisen ett visuellt inslag i en livekonsert. En rockkonsert utan ett trumset utan med inspelat trumljud är mer eller mindre otänkbart både för musiker och fans.